# Grand Prix automobile de Long Beach 2017
Navigation
Édition précédente Édition suivante
Le Grand Prix automobile de Long Beach 2017 (officiellement appelé le 2017 BUBBA Burger Sports Car Grand Prix) a été une course de voitures de sport organisée sur le circuit urbain de Long Beach en Californie, aux États-Unis, le 8 avril 2017 dans le cadre du Grand Prix de Long Beach. Il s'agissait de la troisième manche du championnat WeatherTech SportsCar Championship 2017 et les catégories Prototype, GT Le Mans et GT Daytona y ont participé. Cette course a été la plus courte du championnat WeatherTech SportsCar Championship 2017.
Jordan Taylor et Ricky Taylor ont remporté cette course pleine d'incidents avec leur Cadillac DPi-V.R no 2. C'est leur troisième victoire consécutive dans le championnat. La Nissan Onroak DPi de Scott Sharp et de Ryan Dalziel ainsi que la Mazda RT24-P de Tristan Nunez et de Jonathan Bomarito ont complété le podium. Oliver Gavin et Tommy Milner, du Corvette Racing, ont gagné la catégorie GLTM au volant de leur Chevrolet Corvette C7.R tandis que les Mercedes-AMG GT3 de Cooper MacNeil et de Gunnar Jeannette du Riley Motorsports - WeatherTech Racing remportaient la catégorie GTD.
Trois voitures GTD qui se sont écrasées dans le mur à l'extérieur de l'épingle à cheveux lors du dernier tour ont causé le chaos pour un certain nombre de voitures, car elles ont partiellement bloqué la piste. Les plus grands perdants ont la Corvette n°3 de Jan Magnussen et d'Antonio García[pas clair]. Ils menaient la catégorie GTLM mais ils se sont retrouvés bloqués dans l'épingle à cheveux à la suite de l'accident et ils sont passés de la 6e à la 10e place au classement général et 5e de la catégorie, donnant ainsi la victoire de catégorie à leurs coéquipiers. Bien que le dépassement se soit produit sous le régime des drapeaux jaunes, les responsables de l'IMSA ont estimé, comme ils l'avaient fait plus tôt dans la course lorsqu'un accident dans l'épingle à cheveux avait partiellement bloqué la piste, que le dépassement a été fait pour éviter de bloquer complètement la piste et qu'aucune pénalité n'a été infligée.

## Circuit

Circuit urbain de Long Beach.

Le Grand Prix automobile de Long Beach 2017 se déroulent sur le Circuit urbain de Long Beach situé en Californie. Il s'agit d'un circuit automobile temporaire tracé dans les rues de la ville de Long Beach. Du fait de sa situation urbaine et en bord de mer, le circuit a été surnommé par les médias « Monaco of the West » (« Le Monaco de l'ouest »), en référence au célèbre circuit de Monaco.

## Course

### Résultats Course
Voici le classement au terme de la course.
- Les vainqueurs de chaque catégorie sont signalés par un fond jauni.

| Pos | Class | no  | Équipes                                  | Pilotes                             | Chassis                       | Pneus | Tours | Temps                |
| Pos | Class | no  | Équipes                                  | Pilotes                             | Engine                        | Pneus | Tours | Temps                |
| --- | ----- | --- | ---------------------------------------- | ----------------------------------- | ----------------------------- | ----- | ----- | -------------------- |
| 1   | P     | 10  | Wayne Taylor Racing                      | Ricky Taylor Jordan Taylor          | Cadillac DPi-V.R              | C     | 63    | 01 h 40 min 37 s 481 |
| 1   | P     | 10  | Wayne Taylor Racing                      | Ricky Taylor Jordan Taylor          | Cadillac 6.2 L V8             | C     | 63    | 01 h 40 min 37 s 481 |
| 2   | P     | 2   | Tequila Patrón ESM                       | Scott Sharp Ryan Dalziel            | Nissan Onroak DPi             | C     | 63    | + 6 s 349            |
| 2   | P     | 2   | Tequila Patrón ESM                       | Scott Sharp Ryan Dalziel            | Nissan 3.8 L V6 Turbo         | C     | 63    | + 6 s 349            |
| 3   | P     | 55  | Mazda Motorsports                        | Tristan Nunez Jonathan Bomarito     | Mazda RT24-P                  | C     | 63    | + 15 s 735           |
| 3   | P     | 55  | Mazda Motorsports                        | Tristan Nunez Jonathan Bomarito     | Mazda MZ-2.0T 2.0 L I4 Turbo  | C     | 63    | + 15 s 735           |
| 4   | P     | 85  | JDC Miller Motorsports                   | Mikhail Goikhberg Stephen Simpson   | Oreca 07                      | C     | 63    | + 18 s 176           |
| 4   | P     | 85  | JDC Miller Motorsports                   | Mikhail Goikhberg Stephen Simpson   | Gibson GK428 4.2 L V8         | C     | 63    | + 18 s 176           |
| 5   | P     | 52  | PR1/Mathiasen Motorsports                | Tom Kimber-Smith Will Owen          | Ligier JS P217                | C     | 63    | +1 min 05 s 741      |
| 5   | P     | 52  | PR1/Mathiasen Motorsports                | Tom Kimber-Smith Will Owen          | Gibson GK428 4.2 L V8         | C     | 63    | +1 min 05 s 741      |
| 6   | GTLM  | 4   | Corvette Racing                          | Oliver Gavin Tommy Milner           | Chevrolet Corvette C7.R       | M     | 63    | +1 min 09 s 399      |
| 6   | GTLM  | 4   | Corvette Racing                          | Oliver Gavin Tommy Milner           | Chevrolet LT5.5 5.5 L V8      | M     | 63    | +1 min 09 s 399      |
| 7   | GTLM  | 67  | Ford Chip Ganassi Racing                 | Ryan Briscoe Richard Westbrook      | Ford GT                       | M     | 63    | +1 min 11 s 229      |
| 7   | GTLM  | 67  | Ford Chip Ganassi Racing                 | Ryan Briscoe Richard Westbrook      | Ford EcoBoost 3.5 L V6 Turbo  | M     | 63    | +1 min 11 s 229      |
| 8   | GTLM  | 912 | Porsche GT Team                          | Kévin Estre Laurens Vanthoor        | Porsche 911 RSR               | M     | 63    | +1 min 11 s 873      |
| 8   | GTLM  | 912 | Porsche GT Team                          | Kévin Estre Laurens Vanthoor        | Porsche 4.0 L Flat-6          | M     | 63    | +1 min 11 s 873      |
| 9   | GTLM  | 25  | BMW Team RLL                             | Bill Auberlen Alexander Sims        | BMW M6 GTLM                   | M     | 63    | +1 min 14 s 238      |
| 9   | GTLM  | 25  | BMW Team RLL                             | Bill Auberlen Alexander Sims        | BMW 4.4 L V8 Turbo            | M     | 63    | +1 min 14 s 238      |
| 10  | GTLM  | 3   | Corvette Racing                          | Jan Magnussen Antonio García        | Chevrolet Corvette C7.R       | M     | 63    | +1 min 25 s 009      |
| 10  | GTLM  | 3   | Corvette Racing                          | Jan Magnussen Antonio García        | Chevrolet LT5.5 5.5 L V8      | M     | 63    | +1 min 25 s 009      |
| 11  | GTD   | 50  | Riley Motorsports - WeatherTech Racing   | Cooper MacNeil Gunnar Jeannette     | Mercedes-AMG GT3              | C     | 62    | +1 tour              |
| 11  | GTD   | 50  | Riley Motorsports - WeatherTech Racing   | Cooper MacNeil Gunnar Jeannette     | Mercedes AMG M159 6.2 L V8    | C     | 62    | +1 tour              |
| 12  | GTD   | 33  | Riley Motorsports - Team AMG             | Jeroen Bleekemolen Ben Keating      | Mercedes-AMG GT3              | C     | 62    | +1 tour              |
| 12  | GTD   | 33  | Riley Motorsports - Team AMG             | Jeroen Bleekemolen Ben Keating      | Mercedes AMG M159 6.2 L V8    | C     | 62    | +1 tour              |
| 13  | GTLM  | 911 | Porsche GT Team                          | Patrick Pilet Dirk Werner           | Porsche 911 RSR               | M     | 62    | +1 tour              |
| 13  | GTLM  | 911 | Porsche GT Team                          | Patrick Pilet Dirk Werner           | Porsche 4.0 L Flat-6          | M     | 62    | +1 tour              |
| 14  | GTD   | 63  | Scuderia Corsa                           | Christina Nielsen Alessandro Balzan | Ferrari 488 GT3               | C     | 62    | +1 tour              |
| 14  | GTD   | 63  | Scuderia Corsa                           | Christina Nielsen Alessandro Balzan | Ferrari F154CB 3.9 L V8 Turbo | C     | 62    | +1 tour              |
| 15  | GTLM  | 24  | BMW Team RLL                             | John Edwards Martin Tomczyk         | BMW M6 GTLM                   | M     | 62    | +1 tour              |
| 15  | GTLM  | 24  | BMW Team RLL                             | John Edwards Martin Tomczyk         | BMW 4.4 L V8 Turbo            | M     | 62    | +1 tour              |
| 16  | GTD   | 73  | Park Place Motorsports                   | Jörg Bergmeister Patrick Lindsey    | Porsche 911 GT3 R             | C     | 62    | +1 tour              |
| 16  | GTD   | 73  | Park Place Motorsports                   | Jörg Bergmeister Patrick Lindsey    | Porsche 4.0 L Flat-6          | C     | 62    | +1 tour              |
| 17  | GTD   | 991 | TRG                                      | Wolf Henzler Jan Heylen             | Porsche 911 GT3 R             | C     | 62    | +1 tour              |
| 17  | GTD   | 991 | TRG                                      | Wolf Henzler Jan Heylen             | Porsche 4.0 L Flat-6          | C     | 62    | +1 tour              |
| 18  | GTD   | 14  | 3GT Racing                               | Scott Pruett Sage Karam             | Lexus RC F GT3                | C     | 62    | +1 tour              |
| 18  | GTD   | 14  | 3GT Racing                               | Scott Pruett Sage Karam             | Lexus 5.0 L V8                | C     | 62    | +1 tour              |
| 19  | GTD   | 93  | Michael Shank Racing avec Curb Agajanian | Andy Lally Katherine Legge          | Acura NSX GT3                 | C     | 62    | +1 tour              |
| 19  | GTD   | 93  | Michael Shank Racing avec Curb Agajanian | Andy Lally Katherine Legge          | Acura 3.5 L V6 Turbo          | C     | 62    | +1 tour              |
| 20  | GTD   | 16  | Change Racing                            | Corey Lewis Jeroen Mul              | Lamborghini Huracán GT3       | C     | 62    | +1 tour              |
| 20  | GTD   | 16  | Change Racing                            | Corey Lewis Jeroen Mul              | Lamborghini 5.2 L V10         | C     | 62    | +1 tour              |
| 21  | P     | 70  | Mazda Motorsports                        | Tom Long Joel Miller                | Mazda RT24-P                  | C     | 62    | +1 tour              |
| 21  | P     | 70  | Mazda Motorsports                        | Tom Long Joel Miller                | Mazda MZ-2.0T 2.0 L I4 Turbo  | C     | 62    | +1 tour              |
| 22  | GTD   | 96  | Turner Motorsport                        | Jens Klingmann Bret Curtis          | BMW M6 GT3                    | C     | 61    | +2 tours             |
| 22  | GTD   | 96  | Turner Motorsport                        | Jens Klingmann Bret Curtis          | BMW 4.4 L V8 Turbo            | C     | 61    | +2 tours             |
| 23  | GTD   | 86  | Michael Shank Racing avec Curb Agajanian | Jeff Segal Oswaldo Negri Jr.        | Acura NSX GT3                 | C     | 61    | +2 tours             |
| 23  | GTD   | 86  | Michael Shank Racing avec Curb Agajanian | Jeff Segal Oswaldo Negri Jr.        | Acura 3.5 L V6 Turbo          | C     | 61    | +2 tours             |
| 24  | GTD   | 15  | 3GT Racing                               | Robert Alon Jack Hawksworth         | Lexus RC F GT3                | C     | 61    | +2 tours             |
| 24  | GTD   | 15  | 3GT Racing                               | Robert Alon Jack Hawksworth         | Lexus 5.0 L V8                | C     | 61    | +2 tours             |
| 25  | GTD   | 28  | Alegra Motorsports                       | Michael Christensen Daniel Morad    | Porsche 911 GT3 R             | C     | 61    | +2 tours             |
| 25  | GTD   | 28  | Alegra Motorsports                       | Michael Christensen Daniel Morad    | Porsche 4.0 L Flat-6          | C     | 61    | +2 tours             |
| 26  | GTD   | 57  | Stevenson Motorsports                    | Andrew Davis Lawson Aschenbach      | Audi R8 LMS                   | C     | 61    | +2 tours             |
| 26  | GTD   | 57  | Stevenson Motorsports                    | Andrew Davis Lawson Aschenbach      | Audi 5.2 L V10                | C     | 61    | +2 tours             |
| 27  | GTLM  | 66  | Ford Chip Ganassi Racing                 | Dirk Müller Joey Hand               | Ford GT                       | M     | 61    | +2 tours             |
| 27  | GTLM  | 66  | Ford Chip Ganassi Racing                 | Dirk Müller Joey Hand               | Ford EcoBoost 3.5 L V6 Turbo  | M     | 61    | +2 tours             |
| 28  | GTD   | 54  | CORE Autosport                           | Jon Bennett Colin Braun             | Porsche 911 GT3 R             | C     | 61    | +2 tours             |
| 28  | GTD   | 54  | CORE Autosport                           | Jon Bennett Colin Braun             | Porsche 4.0 L Flat-6          | C     | 61    | +2 tours             |
| 29  | P     | 5   | Mustang Sampling Racing                  | João Barbosa Christian Fittipaldi   | Cadillac DPi-V.R              | C     | 61    | +2 tours             |
| 29  | P     | 5   | Mustang Sampling Racing                  | João Barbosa Christian Fittipaldi   | Cadillac 6.2 L V8             | C     | 61    | +2 tours             |
| 30  | GTD   | 75  | SunEnergy1 Racing                        | Boris Said Tristan Vautier          | Mercedes-AMG GT3              | C     | 60    | +3 tours             |
| 30  | GTD   | 75  | SunEnergy1 Racing                        | Boris Said Tristan Vautier          | Mercedes AMG M159 6.2 L V8    | C     | 60    | +3 tours             |
| 31  | GTD   | 48  | Paul Miller Racing                       | Bryan Sellers Madison Snow          | Lamborghini Huracán GT3       | C     | 53    | +10 tours            |
| 31  | GTD   | 48  | Paul Miller Racing                       | Bryan Sellers Madison Snow          | Lamborghini 5.2 L V10         | C     | 53    | +10 tours            |
| 32  | P     | 31  | Whelen Engineering Racing                | Dane Cameron Eric Curran            | Cadillac DPi-V.R              | C     | 41    | Abandon              |
| 32  | P     | 31  | Whelen Engineering Racing                | Dane Cameron Eric Curran            | Cadillac 6.2 L V8             | C     | 41    | Abandon              |
| 33  | P     | 22  | Tequila Patrón ESM                       | Johannes van Overbeek Ed Brown      | Nissan Onroak DPi             | C     | 2     | Abandon              |
| 33  | P     | 22  | Tequila Patrón ESM                       | Johannes van Overbeek Ed Brown      | Nissan 3.8 L V6 Turbo         | C     | 2     | Abandon              |
| 34  | GTLM  | 62  | Risi Competizione                        | Toni Vilander Giancarlo Fisichella  | Ferrari 488 GTE               | M     | 0     | Abandon              |
| 34  | GTLM  | 62  | Risi Competizione                        | Toni Vilander Giancarlo Fisichella  | Ferrari F154CB 3.9 L V8 Turbo | M     | 0     | Abandon              |
| 35  | P     | 90  | VisitFlorida Racing                      | Marc Goossens Renger van der Zande  | Riley Mk. 30                  | C     | –     | Non partant          |
| 35  | P     | 90  | VisitFlorida Racing                      | Marc Goossens Renger van der Zande  | Gibson GK428 4.2 L V8         | C     | –     | Non partant          |